# Zöld könyv – Útmutató az élethez
A Zöld könyv – Útmutató az élethez (eredeti cím: Green Book) 2018-ban bemutatott amerikai életrajzi filmvígjáték-dráma, amelyet Peter Farrelly írt és rendezett, valamint a produceri feladatkör egy részét is ellátta. A főbb szerepekben Viggo Mortensen, Mahershala Ali és Linda Cardellini látható.
Az Amerikai Egyesült Államokban 2018. november 16-án mutatták be a Universal Pictures forgalmazásában, Magyarországon 2019. február 21-én debütált a mozikban. Öt Oscar-díjra jelölték, melyből hármat, a legjobb filmnek, a legjobb férfi mellékszereplőnek és a legjobb eredeti forgatókönyvnek járó díjat kapta meg.

## Cselekmény
New York, 1962. (Igaz történet alapján)
Tony Vallelonga (becenevén „Hantás”) egy Copacabana nevű éjszakai bárban dolgozik mint kidobóember. Egy hírhedt személy kalapját eltulajdonítja, majd mint becsületes megtaláló visszaadja neki, az illetőre ez jó benyomást tesz. A bárt átalakítás miatt két hónapra bezárják, ez alatt Tony bármilyen munkát elvállalna, hogy eltarthassa feleségét és két kiskorú fiát. Tony nem rajong a feketékért: amikor két fekete bőrű  szerelő innivalót kap a feleségétől a konyhában végzett munkájuk után, Tony kidobja a két poharat (a felesége később észreveszi a poharakat a szemetesben és kihalássza).
Tony olasz-amerikai családból származik, folyékonyan beszél olaszul a nagyobb rokonsága tagjaival.
Állásinterjúra hívják egy fuvarozási feladat végrehajtására: Doctor Don Shirley-t, egy afro-amerikai excentrikus, komolyzenei zongoristát kellene egy koncertkörúton végigkísérnie két hónap alatt, pontos határidőkkel az amerikai közép-nyugati és déli államokon keresztül, egy lemezkiadó cég megbízásából. Don felfogadja Tonyt az ajánlásai alapján és ehhez Tony feleségének, Dolores-nek a beleegyezését is kéri. Tony javadalmazása heti 125 dollár, plusz az egyéb kiadások fedezése (amiket számlával kell Tonynak igazolnia).
Megbeszélik, hogy legkésőbb karácsonyra visszatérnek New Yorkba. A lemezkiadó gondoskodik két személygépkocsiról (a másikat Don triójának két másik tagja vezeti), továbbá egy The Negro Motorist Green Book című könyvről („Zöld könyv néger autósok számára”), ami egy útikönyv, és olyan információkat tartalmaz, hogy melyik városban mely hotelekben kaphat szállást, hol étkezhet, hol tankolhatja meg a kocsiját, stb. egy színes bőrű személy. Tekintettel a déli államokban meglévő faji megkülönböztetésre, ez a könyv nélkülözhetetlennek bizonyul – Tony az út során gyakran beleolvas.
Útjukat közép-nyugati államokban kezdik, majd délebbre fordulnak. Don és Tony az út kezdetén sokszor vitatkoznak, mert Don ízlése kényes, és Tony egyes szokásai zavarják (például a cigarettázás, Tony ugyanis erős dohányos), továbbá Tony beszédstílusa (sokat káromkodik). Tony ezeken lassan változtat, de kényelmetlenül érzi magát.
Tonyra nagy benyomást tesz Don virtuóz zongorajátéka, ő pedig megismerteti vele a rádióban hallható olyan előadók zenéjét, mint Aretha Franklin, Little Richard, Chuck Berry és mások. Don Oroszországban, Leningrádban járt zeneművészeti főiskolára (ezért jól beszél oroszul, a trió egyik tagja, Oleg orosz). Később kiderül, hogy olaszul is beszél.
Ahogy dél felé haladnak, Tonynak egyre kevésbé tetszik az a bánásmód, amit Don kap, a fellépéseken kívül. Például egyik házigazdájuk a szünetben nem engedi Dont bemenni a mosdóba, hanem az udvari budi használatát ajánlja helyette, amit Don nem fogad el, inkább visszamennek a 20 percre lévő hotelbe pisilni, bár Tony javasolja, hogy végezze el az út menti erdőben ezt a műveletet, de Don erre sem hajlandó, mert szerinte az állatok tesznek így.
Egy másik alkalommal, amikor Don egyedül betér egy bárba, hogy igyon valami erős italt, fehér férfiak megverik, de valaki értesíti Tonyt, aki megérkezik és azt állítja, hogy pisztoly van nála, mire a támadók elengedik Dont (ebbe a kocsmatulajdonos is besegít a puskájával). Tony szigorúan megrója Dont (aki részegre itta magát), hogy ne kószáljon az engedélye nélkül. Don egyébként minden este, előadás után megiszik egy üveg pálinkát.
Tony, mivel megígérte, rendszeresen leveleket ír a feleségének, rossz helyesírással és hétköznapi témájú tőmondatokkal (pl. arról, hogy mit reggelizett). Don felajánlja, hogy segít neki, ami nagyjából abból áll, hogy Tonynak szerelmesleveleket diktál (amit Dolores élvezettel olvas fel a rokonainak).
Tony azt ajánlja Donnak, hogy vegye fel a kapcsolatot az öccsével, akivel évek óta nem beszélt. Don ezt nem tartja jó ötletnek, megemlíti, hogy valamikor nős volt, de nem tudta összehangolni a férj és a profi zongorista életét, mivel szinte mindig úton van.
Dont rajtakapják egy nyilvános fürdőben intim helyzetben egy fehér férfival. Tonyt értesítik, és a helyszínen alkudozni kezd a rendőrökkel, miszerint ő szeretné adománnyal „támogatni” a helyi rendőrséget, például két finom öltöny megvásárlásával, közben feltűnően pénzt számol. Végül Dont elengedik, aki nagyon dühös Tonyra, amiért úgymond „megjutalmazta” a rendőrök viselkedését. Tonynak azonban az a fontos, hogy tovább tudnak haladni.
Az országúton a rendőrjárőr igazoltatja őket, és amikor észreveszik, hogy néger utasnak fehér sofőrje van, Tonyra is bántó megjegyzést tesznek a bonyolult neve miatt, ezért Tony behúz az egyik rendőrnek, ezért letartóztatják őket, és egy cellába zárják. Don telefont kér, hogy beszélhessen az ügyvédjével. Később a rendőröket felhívja telefonon az állam kormányzója, és arra utasítja őket, hogy engedjék el a letartóztatott két személyt. Később kiderül, hogy Don Robert F. Kennedy államügyészt hívta fel telefonon, aki nyomást gyakorolt a kormányzóra.
Don ismét dühös Tonyra, amiért el kellett vonnia Kennedy figyelmét fontosabb ügyektől, miközben többek között a fivérével (John F. Kennedy, amerikai elnök) együtt a kisebbségek jogainak megadásán dolgozott.
Az utolsó előadás estéjén Dont nem engedik be annak a hotelnek az éttermébe, ahol fel kell lépnie (ahol a majdani nézők étkeznek), mert az kizárólag fehéreknek van fenntartva. Don nem hajlandó máshol elfogyasztani ugyanazt az ételt, bár Tony próbálja rábeszélni, mivel ez az utolsó fellépés helyszíne. Don megmakacsolja magát, és kijelenti, hogy ha nem étkezhet az étteremben, akkor nem lép fel. A tulajdonos hajlandó lenne Tonyt lefizetni, ha rábeszéli Dont az előadásra, Tony azonban megragadja és a falhoz szorítja őt.
Majd elhagyják az éttermet, bár a tulajdonos a szerződésük megszegését emlegeti. Továbbra is az elegáns öltönyükben egy közeli blues lebujba mennek (Orange Bird), ahol túlnyomó többségben vannak a feketék. Pár ital után Dont megkérik, hogy mutassa meg, hogyan zongorázik. Először egy komolyzenei, virtuóz részletet ad elő (Frédéric Chopin: Téli szél című etűd), majd tőle szokatlan módon a pódiumra visszatérő helyi zenészekkel improvizál együtt. Eddig csak hallgatták, de ekkor már többen táncolnak a zenéjükre.
Tony és Don elindulnak haza, észak felé (mert Tony megígérte a feleségének, hogy karácsonyra hazaér), bár a rádió hóviharokról és hóeséstől eltorlaszolt utakról tudósít. Az úton ismét megállítja őket egy rendőrjárőr (Maryland State Police), ezúttal azonban egy defektes bal hátsó kerékre figyelmeztetik Tonyt, aki ki is cseréli a kereket.
Tony vezetés közben ráeszmél, hogy túlságosan fáradt a vezetéshez. A következő jelenetben Tony a hátsó ülésen fekszik, plédbe takarva, és az autót Don vezeti (eddig soha nem tett ilyet). Az autó csúszkálva, de megérkezik Bronx-ba, Tony lakásához, ahol az egész rokonság összegyűlt a karácsonyi lakomára. Don felébreszti Tonyt, aki hívja, hogy menjen fel ő is vele, de Don inkább a Carnegie Hall fölötti lakásába megy (ahol csak az inasa várja, akit hazaenged a családjához).
Don váratlanul megjelenik Tony ajtaja előtt egy üveg márkás pezsgővel, miután egy későn érkező párt beengednek a lakásba. Tony barátilag megöleli, ami meglepi a feleségét, és titokban megköszöni a váratlan vendégnek, hogy segített a férjének a levelek megfogalmazásában.
A történet befejezése után korabeli fényképeken láthatók a történet valódi szereplői, akikről az alábbi dolgokat tudjuk meg:
- Dr. Shirley folytatta a koncertezést, a zeneszerzést és a lemezfelvételeket, amikkel nagy elismerést vívott ki magának. Igor Stravinsky azt mondta róla, hogy »virtuozitása isteni eredetű«.
- „Hantás” Tony Vallelonga visszament dolgozni a  Copacabana éjszakai bárba, amikor az újra megnyitott. Nemsokára főpincér lett.
- Egy 1960 körüli fényképen az igazi Tony és Delores látható a bárban.
- „Hantás” Tony és Dr. Donald Shirley barátok maradtak a halálukig, ami pár hónap különbséggel következett be 2013-ban.[4]

## Szereplők
| Szereplő                      | Színész              | Magyar hang       |
| ----------------------------- | -------------------- | ----------------- |
| Hantás Tony Vallelonga        | Viggo Mortensen      | Epres Attila      |
| Dr. Don Shirley               | Mahershala Ali       | Kálid Artúr       |
| Dolores Venere                | Linda Cardellini     | Zsigmond Tamara   |
| Johnny Venere                 | Sebastian Maniscalco | Gardi Tamás       |
| Oleg Malacovich, Don csellósa | Dimiter D. Marinov   | Gardi Tamás       |
| George Dyer, Don nagybőgőse   | Mike Hatton          | Seder Gábor       |
| Bobby Rydell                  | Von Lewis énekes     | Renácz Zoltán     |
| Graham Kindell, klubmenedzser | Brian Stepanek       | Király Adrián     |
| Joe Cortese                   | Gio Loscudo          | Bácskai János     |
| Amit, Don szolgálója          | Iqbal Theba          | Dézsy Szabó Gábor |
| lemezkiadó igazgatója         | P. J. Byrne          | Galbenisz Tomasz  |
| Jules Podell                  | Don Stark            |                   |
| Augie                         | Nick Vallelonga      | Forgács Gábor     |